# Dendrobium subelobatum
Dendrobium subelobatum är en orkidéart som beskrevs av Johannes Jacobus Smith. Dendrobium subelobatum ingår i släktet Dendrobium, och familjen orkidéer. Inga underarter finns listade i Catalogue of Life.